# Lauri Nissinen
Lauri Vilhelm Nissinen (Joensuu, 31 luglio 1918 – Kaukjärvi, 17 giugno 1944) è stato un militare e aviatore finlandese, asso dell'aviazione da caccia nel corso della seconda guerra mondiale abbattendo 32 aerei nemici nel corso di 300 missioni. Fu insignito dell'onorificenza di Cavaliere della Croce di Mannerheim di seconda classe.

## Biografia

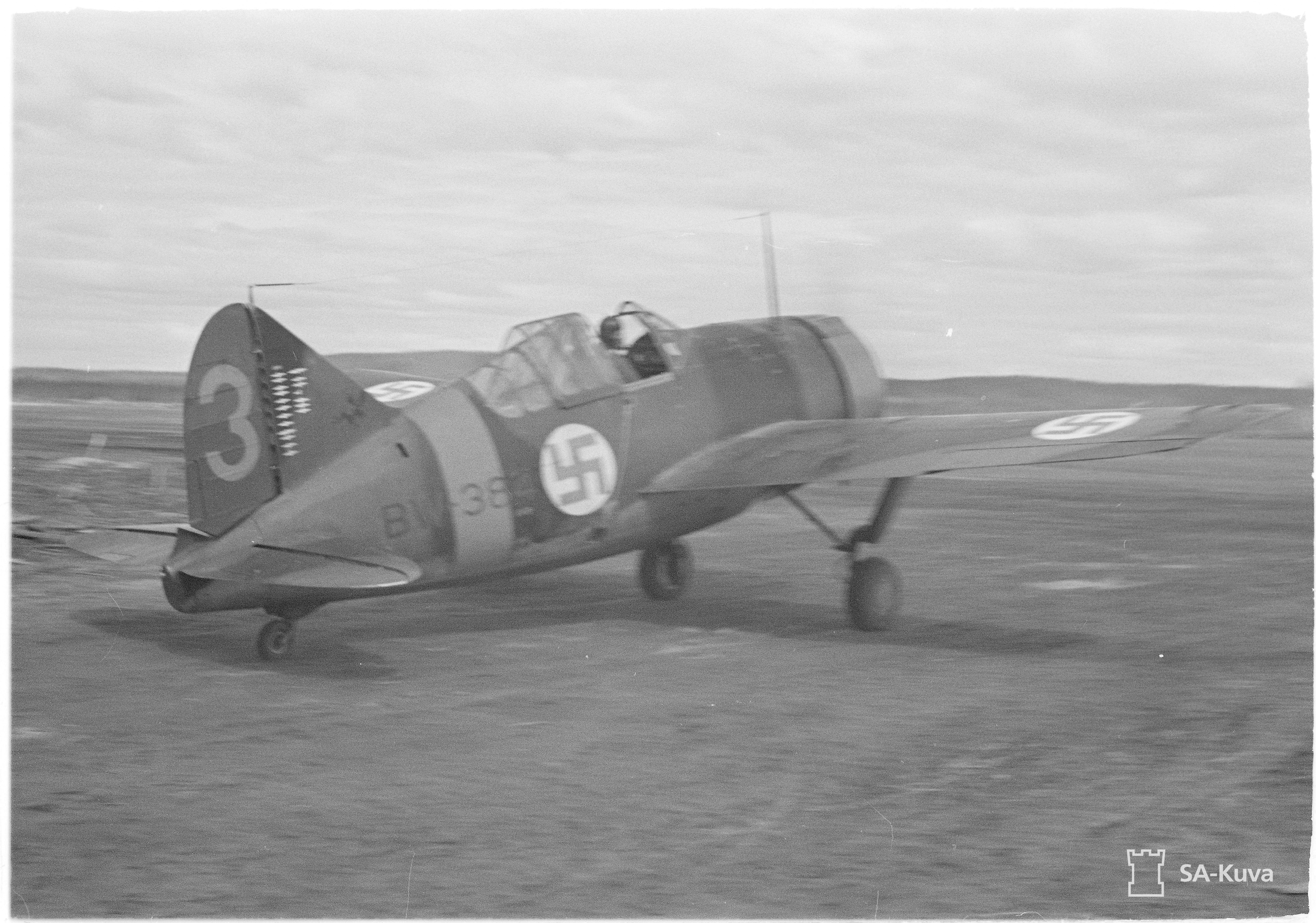
Lauri Nissinen a bordo del suo Brewster B-339 Buffalo (BW-384) il 25 maggio 1942.

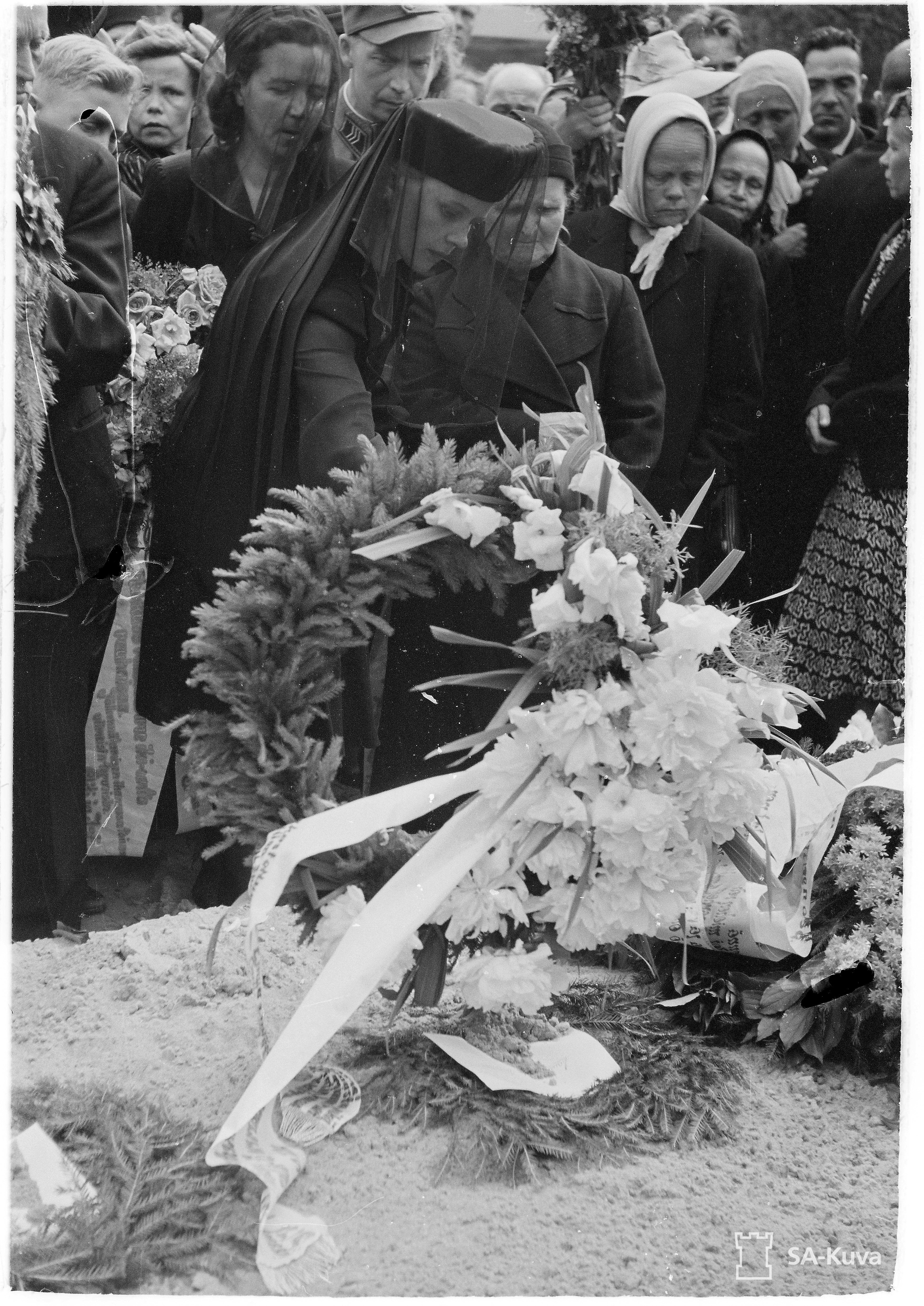
La signora Nissinen depone la sua corona al funerale del marito il 13 luglio 1944.

Nacque a Joensuu, nella regione della Carelia settentrionale, il 31 luglio 1918, figlio di Herman e Brita Vellonen. Nel 1936 si arruolò nella Suomen ilmavoimat per prestare servizio militare di leva presso l'aeroporto di Sortavala. Il 1º febbraio 1938 fu ammesso al corso della Lentosotakoulu (scuola di aviazione, RAOK 4) per sottufficiali piloti, al termine del quale, nel maggio 1939, fu assegnato al 24º Squadrone caccia (HLeLv 24) equipaggiato con i Fokker D.XXI. Nell'estate di quell'anno fu promosso sergente pilota.
Dopo lo scoppiò della guerra d'inverno rivendicò la sua prima vittoria aerea, a spese di un bombardiere Tupolev SB-2, il 1º dicembre 1939, oltre al danneggiamento di ulteriori due bombardieri su Viipuri. Alla fine delle operazioni militari contro l'Unione Sovietica, nel marzo 1941, aveva conseguito un totale di quattro vittorie e la promozione a sergente maggiore. Lo HLeLv 24 venne poi equipaggiato con il caccia Brewster Buffalo costruito negli Stati Uniti d'America. Quando le ostilità con l'URSS ripresero nuovamente il 25 giugno 1941, egli tornò in azione. Il 7 luglio 1941 in uno scontro frontale e abbatte due caccia nemici I-153 su Käkisalmi, e il 21 luglio un caccia Polikarpov I-153. In questa occasione il suo aereo rimase danneggiato e al ritorno alla base i meccanici trovarono quattro proiettili nel motore, uno nell'elica e molti altri nelle ali.
Il 1 ° agosto 1941 a Rautjärvi sei B-239 Buffalo ingaggiarono combattimento contro otto caccia Polikarpov I-16. In questa occasione abbatté uno I-16 che esplose in volo e i suoi detriti danneggiarono l'ala destra del Brewster, mentre tre I-16 attaccarono posteriormente il suo caccia centrandolo subito con diversi colpi di mitragliatrice che mandarono in frantumi il parabrezza.
Alla fine del 1941 era il secondo asso dell'aeronautica finlandese con 15,5 vittorie. All'inizio del 1942, su consiglio del suo comandante di volo, il capitano Karhunen, frequentò la scuola per cadetti ufficiali, ottenendo poi il brevetto nel giugno 1943 come tenente.
Il 5 luglio 1942 fu insignito della Croce di Mannerheim di seconda classe, e all'epoca ricopriva il grado di vänrikki.
Rientrato all'HLeLv 24 fu nominato comandante di volo e riprese le missioni operative arrivando a 26 entro la fine del 1943. Lo squadrone si riequipaggiò gradualmente con i caccia Messerschmitt Bf 109G-2, provenienti dallo HLeLv 34, nella primavera del 1944.
Nel maggio di quell'anno fu temporaneamente assegnato con il suo aereo in rinforzo allo HLeLv 32, dotato dei Curtiss H-75 Hawk.
Il 16 maggio impegnò combattimento contro un solitario Lavochkin La-5 che si avvicinava a Nurmoila. Il La-5 circuitò a 1500 consentendogli di salire con il suo Bf 109 alla stessa altitudine prima di virare per attaccarlo dall'alto. Riuscì ad abbattere il La-5 solo dopo una serie di estenuanti attacchi.
Con l'offensiva sovietica lanciata il 9 giugno 1944 ottenne altre due vittorie il 17 giugno contro due cacciabombardieri Ilyushin Il-2 Sturmovik che attaccavano le posizioni finlandesi a Kaukjärvi. Il suo gregario, sergente Heimo Lampi, vide il Messerschmitt del tenente Urho Sarjamo uscire da una nuvola e scontrarsi con l'aereo di Nissinen. Entrambi gli aerei esplosero all'impatto ed i piloti rimasero uccisi sul colpo. L'aereo di Sarjamo era stato colpito alle ali dal primo tenente Dimitri Jarmakov, facendo perdere ogni controllo al pilota finlandese. La salma di Nissinen venne identificata da un cappellano militare inviato sul posto che trovò la sua Croce di Mannerheim vicino al suo corpo. A quella data aveva conseguito 32 vittorie aeree. La salma fu poi definitivamente tumulata nel cimitero di Valkeala.

### Annotazioni
1. ↑  Non essendo in grado di superare in velocità i Brewster, i piloti sovietici di I-153 e I-26 ricorrevano all'attacco frontale. Il suo comandante di volo, il capitano Karhunen, gli ordinò di attenersi alla tattica del "pendolo" come addestrato a fare. Nissinen pur ammettendo che il tiro frontale era una cosa sciocca disse che non voleva disimpegnarsi dal combattimento se sfidato a questa tattica dal nemico.

### Fonti
1. 1 2  Hurmerinta, Viitanen 1978, p. 253.
2. 1 2 3 4 5 6 7 8 9 10 11 12 13 14 15 16 17 18 19 20 21 22 23 24 25  Scifi.
3. ↑  Stenman, Thomas 2010, p. 13.
4. ↑  Stenman, Thomas 2010, p. 23.
5. ↑  Stenman 2000, p. 11.